# Sand Lake, Quận Sawyer, Wisconsin
Sand Lake là một thị trấn thuộc quận Sawyer, tiểu bang Wisconsin, Hoa Kỳ. Năm 2010, dân số của thị trấn này là 648 người.